# Турист (приёмник, Грозный)
«Турист РП-315» — переносной транзисторный радиоприёмник, выпускавшиеся Грозненский радиотехническим заводом с 1987 года. Приёмник работал в диапазонах длинных и средних волн. Чувствительность в диапазоне длинных волн составляла 1,5 мВ/м, на средних волнах — 0,7 мВ/м. Избирательность составляла 30 децибел. Приёмник воспроизводил частоты в диапазоне 200-3550 Гц. Максимальная мощность звукового тракта составляла 0,7 ватта. Питание производилось от 4-х элементов А-343. Имелся встроенный блок питания для работы от сети 220 вольт. Приёмник имел габариты 230×160×55 мм и вес 1,1 кг.
В 1989 году приёмнику был присвоен 2 класс и он стал выпускаться под названием «Турист РП-215». В 1993 году, после провозглашения фактической независимости Чечни, его выпуск продолжался под новым названием «Синтар РП-215» (Синтар — чечен. Росток).